# Unternbergalm
Die Unternbergalm ist eine Alm in der Gemarkung Vachenau der Gemeinde Ruhpolding.
Ein Kaser der Unternbergalm steht unter Denkmalschutz und ist unter der Nummer D-1-89-140-162 in die Bayerische Denkmalliste eingetragen.

## Baubeschreibung
Der Hinterpointnerkaser ist ein gemauertes Gebäude mit einem Blockbaugiebel, das mit dem Jahr 1762 bezeichnet ist.

## Heutige Nutzung
Die Unternbergalm wird noch landwirtschaftlich genutzt. Das Restaurant bei der Bergstation der Seilbahn auf den Unternberg heißt Unternberg-Alm.

## Lage
Die Unternbergalm befindet sich nordwestlich der Chiemgau-Arena unterhalb des Eisenbergs auf einer Höhe von 1350 m ü. NN. Die Bergstation der Seilbahn auf den Unternberg grenzt an das Gebiet der Unternbergalm.